# Plavi Nil
Plavi Nil (Bahr al Azrak u Sudanu, Abaj u Etiopiji) izvire iz Jezera Tana u Etiopskoj visoravni. 
Teče oko 1400 km do Kartuma, gdje se Plavi i Bijeli Nil spajaju i stvaraju Nil. Većina vode koju Nil nosi (otprilike od 80 do 85 %) dolazi iz Etiopije, no veći dio vode prolazi koritom Nila samo ljeti kada na Etiopsku visoravan padaju jake kiše. Ostatak godine velike rijeke u Etiopiji koje utječu u Nil nose vrlo malo vode ili su sasvim suhe.

## Vanjske poveznice
|  | Zajednički poslužitelj ima još gradiva o temi Plavi Nil |